# Андрос Олег Євгенійович
Андрос Олег Євгенійович (нар. 8 грудня 1985, Київ) — український письменник, кандидат політичних наук, засновник гурту AndrosLand, автор публіцистичних статей на захист природи, автор-виконавець власних пісень. Громадський та політичний діяч, учасник бойових дій АТО і російсько-української війни, співзасновник ГО Спілка вільних журналістів «Природа над усе».

## Життєпис
Олег Андрос народився 8 грудня 1985 року в Києві. Син українського науковця, кандидата філософських наук Андроса Євгенія Івановича.
Вищу освіту здобув у 2007 році в Київському національному університеті імені Тараса Шевченка, кваліфікація — магістр політичних наук, викладач філософських і соціально-політичних дисциплін. У 2011 отримав науковий ступінь кандидата політичних наук за спеціальністю «політичні інститути та процеси», тема дисертації — «Екологістські рухи в сучасному політичному процесі».
У 2011—2012 рр. — старший викладач кафедри екології факультету природничих наук Національного університету «Києво-Могилянська академія». Працював у 2011—2020 рр. викладачем дисциплін з екологічної політики у Державній екологічній академії післядипломної освіти та управління. Має наукові публікації в галузі екологічної політики, досліджень енвайронменталізму, монографію «Екологістські рухи в сучасному політичному процесі» (2012).
У 2015 році взяв участь у антитерористичній операції на території Донецької області, має статус учасника бойових дій, нагороджений у 2015 році нагрудним знаком «Учасник АТО».
Має художні публікації у таких жанрах, як наукова фантастика, фентезі, публіцистика, у журналах «Український фантастичний оглядач» , «Стена» , «Реальность фантастики» (Україна), «Метаморфозы» (Білорусь), літературний альманах «Соты» (Україна). Автор художніх книг «Територія Духу» (в співавторстві з Ангеліною Яр, 2008), «Тут побували люди» (2009).
Спогади Олега під назвою «Жнива напередодні Самайну» увійшли у 2024 році до коротких списків Конкурсу воєнної короткої прози від видавництва «Білка» у номінації «Мемуари».
Друга частина спогадів автора про російське вторгнення, «Замальовки з «повномасштабки», увійшла до анонсованої у 2024 році другої Антології сучасної прози випускників Litosvita.
Третя частина мемуарів Олега і есей «Сім років історичної війни і відмова від інфантилізму» увійшли до списку переможців конкурсу військової літератури «4.5.0.», організованого Міжнародним фондом «Відродження» разом із «Видавництвом Старого Лева».
Захоплюється художнім фото, організатор персональних фотовиставок  та учасник колективних виставок .
Займається журналістською діяльністю. Є засновником студійного проекту та рок-гурту «AndrosLand» (з 2011). Учасник низки громадянських кампаній на захист природи.
З початку повномасштабної російсько-української війни служить у Збройних Силах України, зокрема був офіцером 72 омбр  За матеріалами своїх фронтових фото Олег влаштував у Києві три фотовиставки у 2022 та 2023-2024 роках  .
Олег є членом Національної спілки фотохудожників України .

## Художні книги
Тут побували люди — дебютна збірка оповідань написана у жанрах «сатирична та соціальна проза», «містика» та «фантастика». Автор характеризує деякі сюжети оповідань наступним чином: «Ельфи, що мужньо йдуть до мети, але зустрічають на своєму шляху людське плем'я. Обложене ворогами місто початку ХХІ сторіччя і дівчина-привид, що зникає десь удалині за вікном». Експерименти Олега охоплюють фентезі, кіберпанк, містику, гумореску, репортаж. Збірка містить 11 творів, в яких простежується наскрізна тема — чого прагнуть люди і людство загалом (золота, чи то насолод, які купляються за нього, чи то просто жити в мирі з собою і довкіллям). Презентація книги відбулась на київському конвенті «Дивосвіт фантастики» у 2012 р., а також у київській Молодіжній бібліотеці «Молода гвардія» у 2015 р.
«Територія Духу» — сатирико-фентезійний роман Ангеліни Яр та Олега Андроса. Є першим в українській літературі художнім описом спротиву забудові зелених зон Києва. Один із перших природоохоронних творів в пострадянській українській літературі. Книга перевидавалася чотири рази в Україні (російською — у 2008, 2009, 2010 р.; українською — у 2013 р.).
Повість була написана у 2008 р. двома київськими журналістами, які стали свідками й учасниками радикальної боротьби громади із варварською забудовою столиці. Повість ґрунтується на реальних подіях, які відбувалися у період після Помаранчевої революції в Києві. Оповідь про захист Пейзажної алеї, схилів Дніпра біля Аскольдової могили, «гарячих точок» на Лісовому масиві, багато інших історій сплітаються в одну сюжетну канву. Врешті на читача чекає неочікувано фантастичний фінал. Присутня у творі і жорстка сатира на сучасників, більшість із яких або списані з натури, або є узагальненими образами тих персоналій, що мають стосунок до охорони природи або забудови міст.

## Вибрана дискографія (у складіAndrosLand)
- All power to imagination (LP) (2012) [37]
- Прості чари (LP) (2016) [38]
- Зона призначення (EP) (2018) [39]

## Публікації

### Монографії
- Андрос О. Є. Екологістські рухи в сучасному політичному процесі: монографія. — Київ: Стилос, 2012. — 206 с. ISBN 978-966-2399-14-1[40]

Монографія присвячена аналізу ідеологічного підґрунтя та процесів інституціоналізації екологістських (природоохоронних) рухів у ХХ—ХХІ ст.

### Методичні матеріали
- Василюк О. В., Андрос О. Є. та ін. Ваш перший контакт з журналістами і чиновниками (методичний посібник для Дружин охорони природи та інших молодіжних природоохоронних організацій). Випуск 1. — Київ, НЕЦУ, 2010. — 80 с.[41]
- Василюк Олексій, Андрос Олег, Борисенко Катерина, Парнікоза Іван. Охорона природи у місті. Теорія, практичні поради, методичні рекомендації, менеджмент. Видання 2, виправлене і доповнене. Під редакцією Наталі Атамась. Київ, самвидав, 2009. Автор розділу «Громадські слухання»[42].